# Eucampesmella brunnea
Eucampesmella brunnea är en mångfotingart som beskrevs av Kraus 1959. Eucampesmella brunnea ingår i släktet Eucampesmella och familjen Chelodesmidae. Inga underarter finns listade i Catalogue of Life.